# 民生南路 (嘉義市)
民生南路（Minsheng S. Rd.）為臺灣嘉義市南北向的重要道路之一。北以垂楊路為界，銜接民生北路；南至新民路。全線隸屬於縣道163線的一部分。

## 沿經行政區域
- 西區

## 車道配置
（由北至南）
- 垂楊路─湖子內路：雙向各二車道
- 湖子內路─新民路：雙向各一車道

## 本路段客運
（由北至南）

### 嘉義市公車
| 路線編號 | 行先                            | 收費方式   | 乘車站名                                             |
| -------- | ------------------------------- | ---------- | ---------------------------------------------------- |
| 樂活1路  | 紅瓦里(1)全家超商－林森盧義路口 | 一段票收費 | 民生公園、新庄、南京民生南路口、湖子內保元殿、水得寺 |
| 樂活1路A | 紅瓦里(1)全家超商－東洋新村     | 一段票收費 | 民生公園、新庄、南京民生南路口、水得寺               |

## 沿線設施
（由北至南）
- 民生公園 （页面存档备份，存于）（中油煉製研究所對面）
- 台灣中油煉製研究所（217號）
- 國立嘉義大學新民校區（新民路580號）
- 嘉義市志航國民小學 （页面存档备份，存于）（世賢路四段141號）
- 嘉義市立幸福幼兒園 （页面存档备份，存于）（363號）
- 嘉義市第三信用合作社 （页面存档备份，存于）民生分社（387號）
- 嘉義湖內郵局 （页面存档备份，存于）（540號）